# Lorens Ingstrup
Lorens Høyer Ingstrup (født 18. april 1811 i Viborg, død 12. august 1852 i Aalborg) var en dansk møller og politiker. Ingstrup er født 1811 i Viborg og gik på Viborg Katedralskole men begyndte i 1828 at lære landbrug på herregård Rugård ved Grenå og blev senere forvalter. Han forpagtede Ørbækgård på Djursland i 1833 og købte den i 1837. I 1845 mageskiftede Ingstrup gården med fire møller ved Aalborg. Han afhændede tre af møllerne, og oprettede i 1847 et teglværk og i 1851 et bageri i Aalborg. Han blev valgt til Folketinget ved det første valg i 1849 men nedlagde sit mandat 14. august 1851. Han døde året efter i Aalborg.